# 佛手洞
佛手洞，是位於基隆市中山區仙洞巖旁的天然海蝕洞，其歷史與仙洞巖相仿，同樣可追溯自臺灣清治時期，為仙洞附近的觀光景點，因洞內深處石壁上方有天然風化形成的手掌和五指節理狀岩石，樣貌近似佛的手印而得名。

## 概要
佛手洞位在距離仙洞巖48公尺處，基隆港西岸貨櫃中心附近，為一離水海蝕洞，過去洞內曾有蝙蝠棲息，早期曾被稱為「蝙蝠洞」。洞底海拔高約5.5公尺、洞高約2公尺、深度在80公尺以上。洞內曾有人居住，日治末期為因應二戰期間基隆港成為美軍空襲目標，鄰近的佛手洞被充作防空洞使用，不少民眾長期住在洞內躲避戰火，有的就在洞內埋鍋造飯，現仍留有不少當時斧鑿痕跡。2007年由基隆市政府重新規劃加裝照明設施、鋪設防滑碎石步道，作為人文景觀園區。佛手洞內有數個走道分別通往不同洞窟，交錯分佈如迷宮，每個洞窟皆各具景觀。
除了仙洞巖以外，附近另有基隆聖安宮、築港紀念碑、白米甕砲台、基隆燈塔等名勝。
2015年10月，附近居民發現佛手洞的兩根手指岩片脫落形成「斷指」。

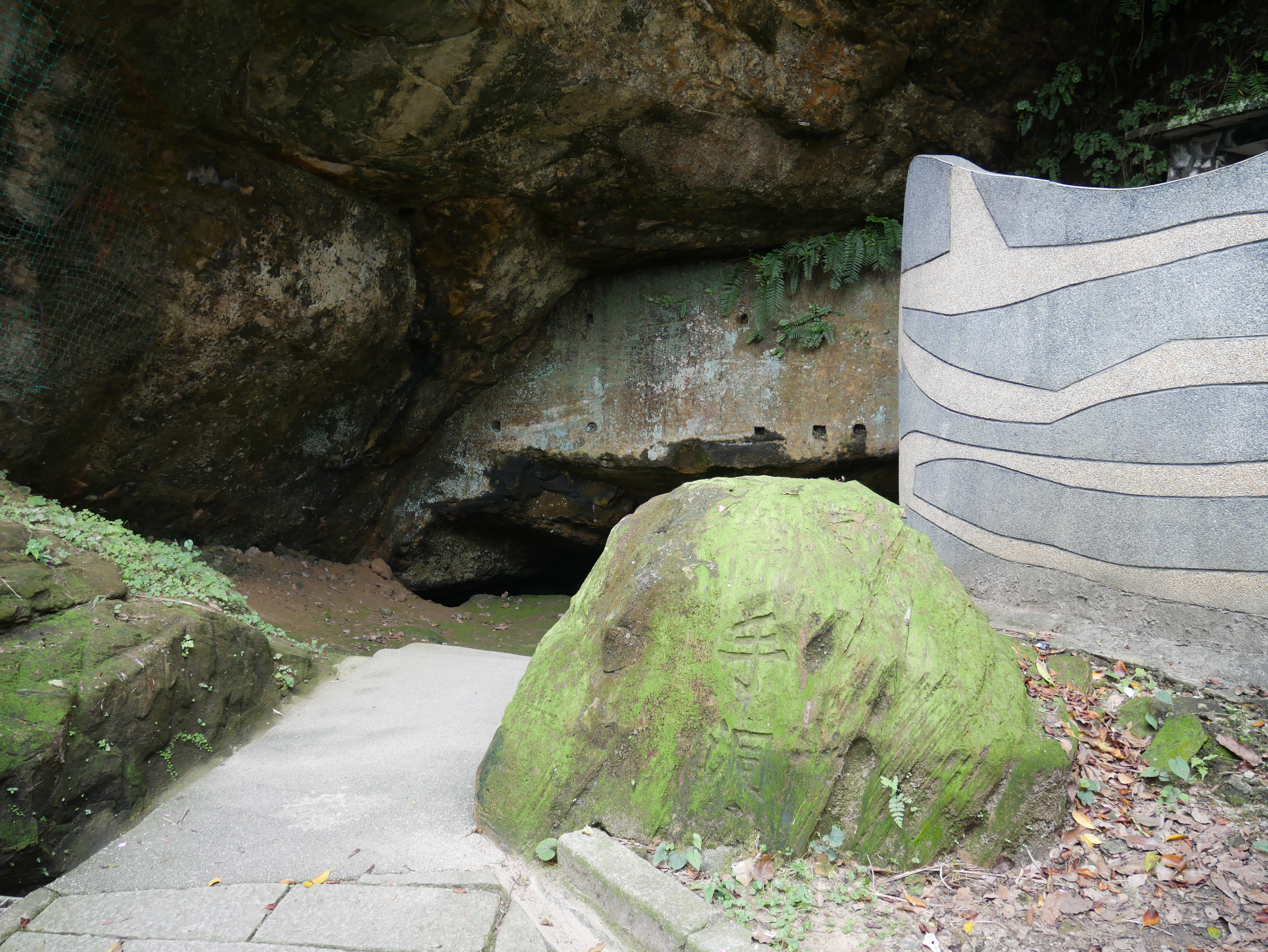
入口
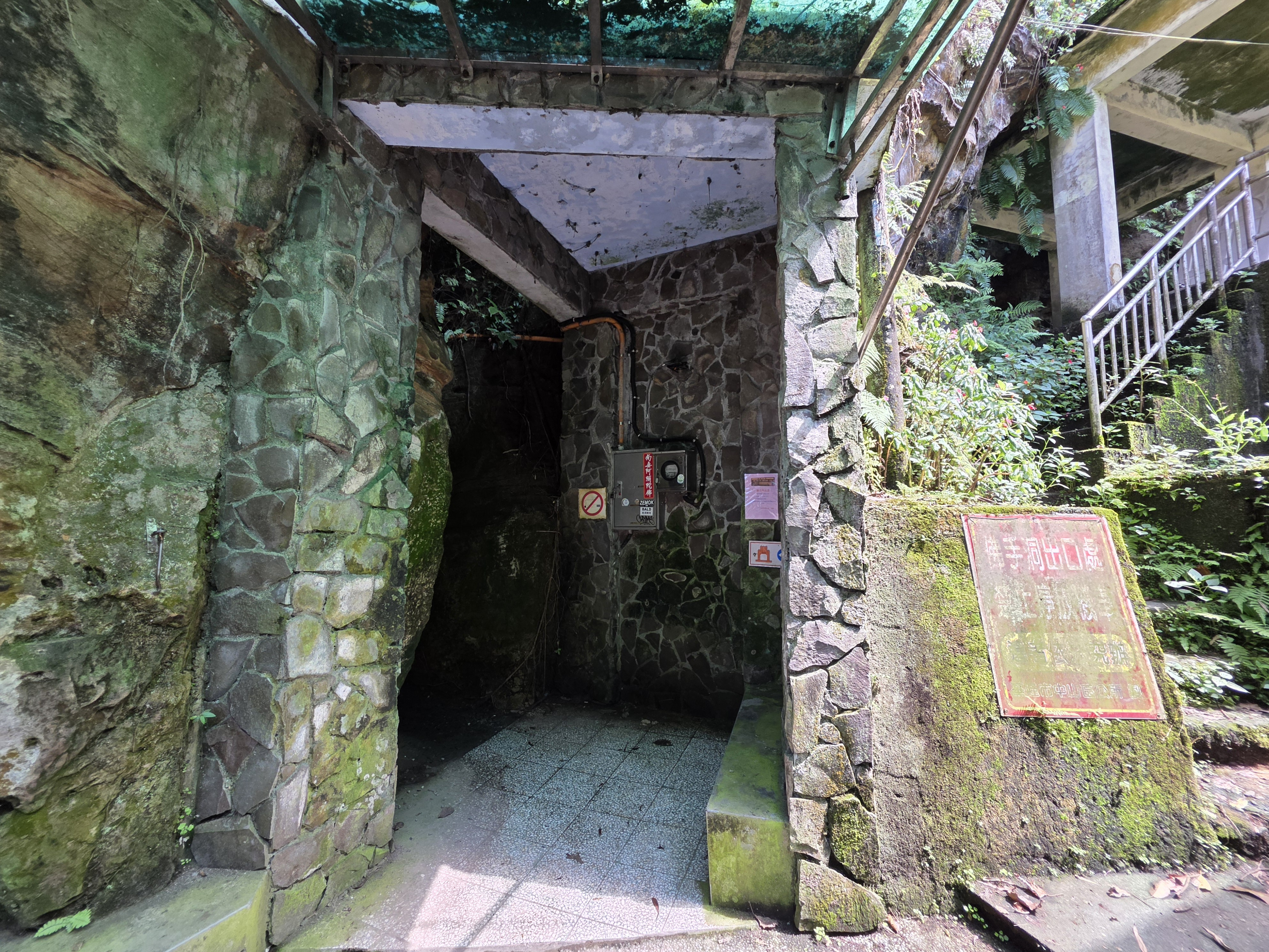
出口
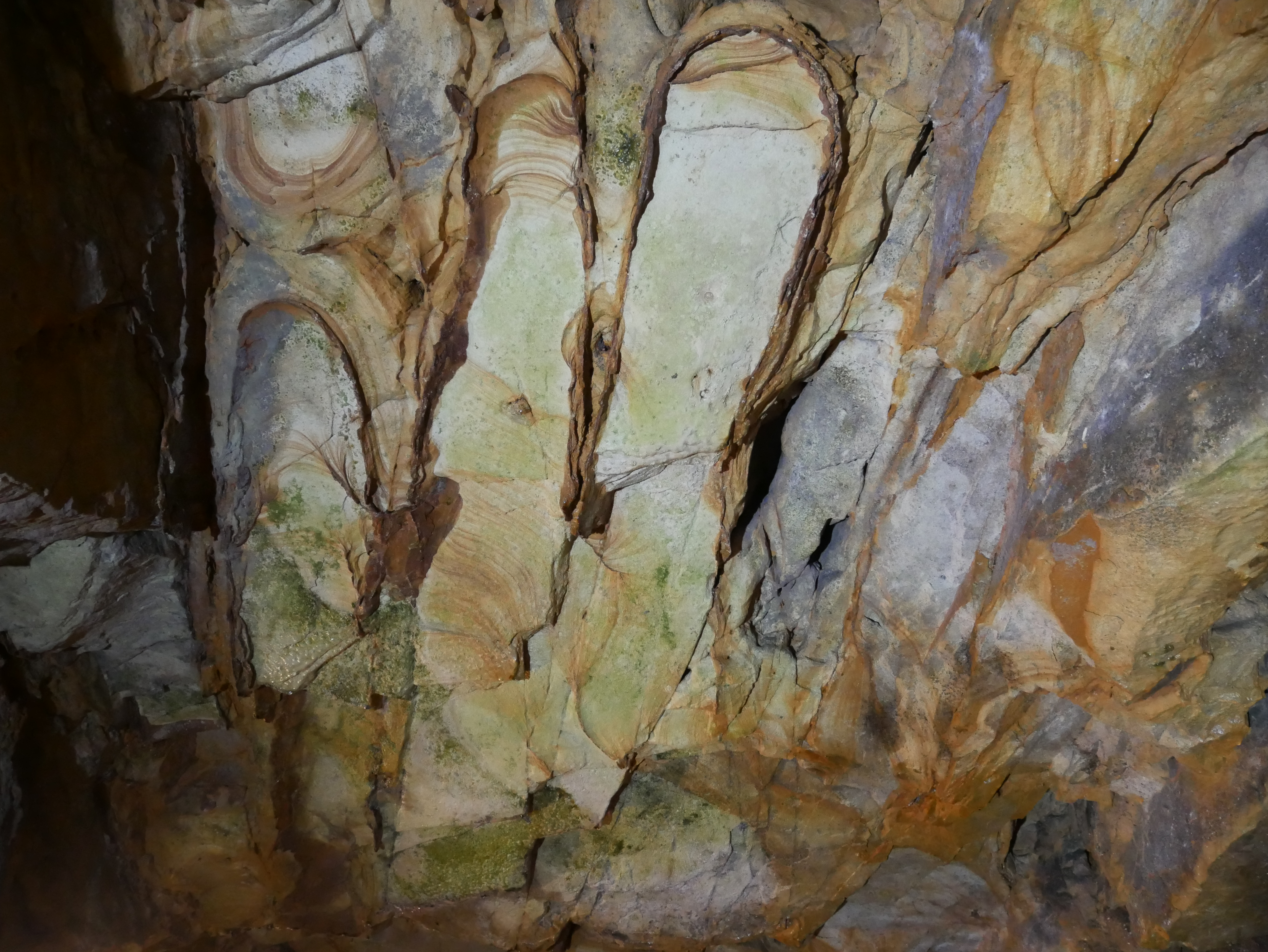
佛手（2019年）
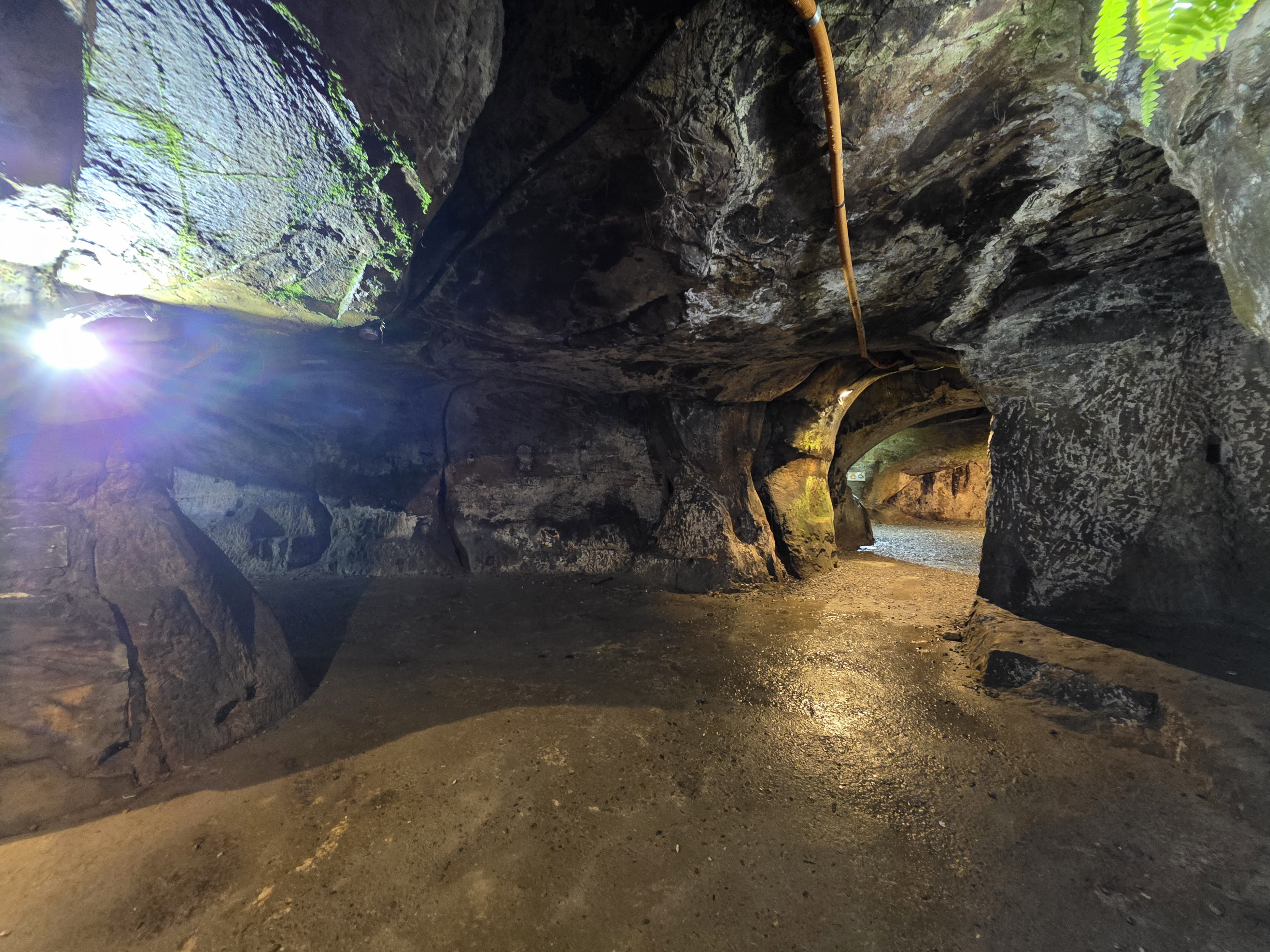
內部通道
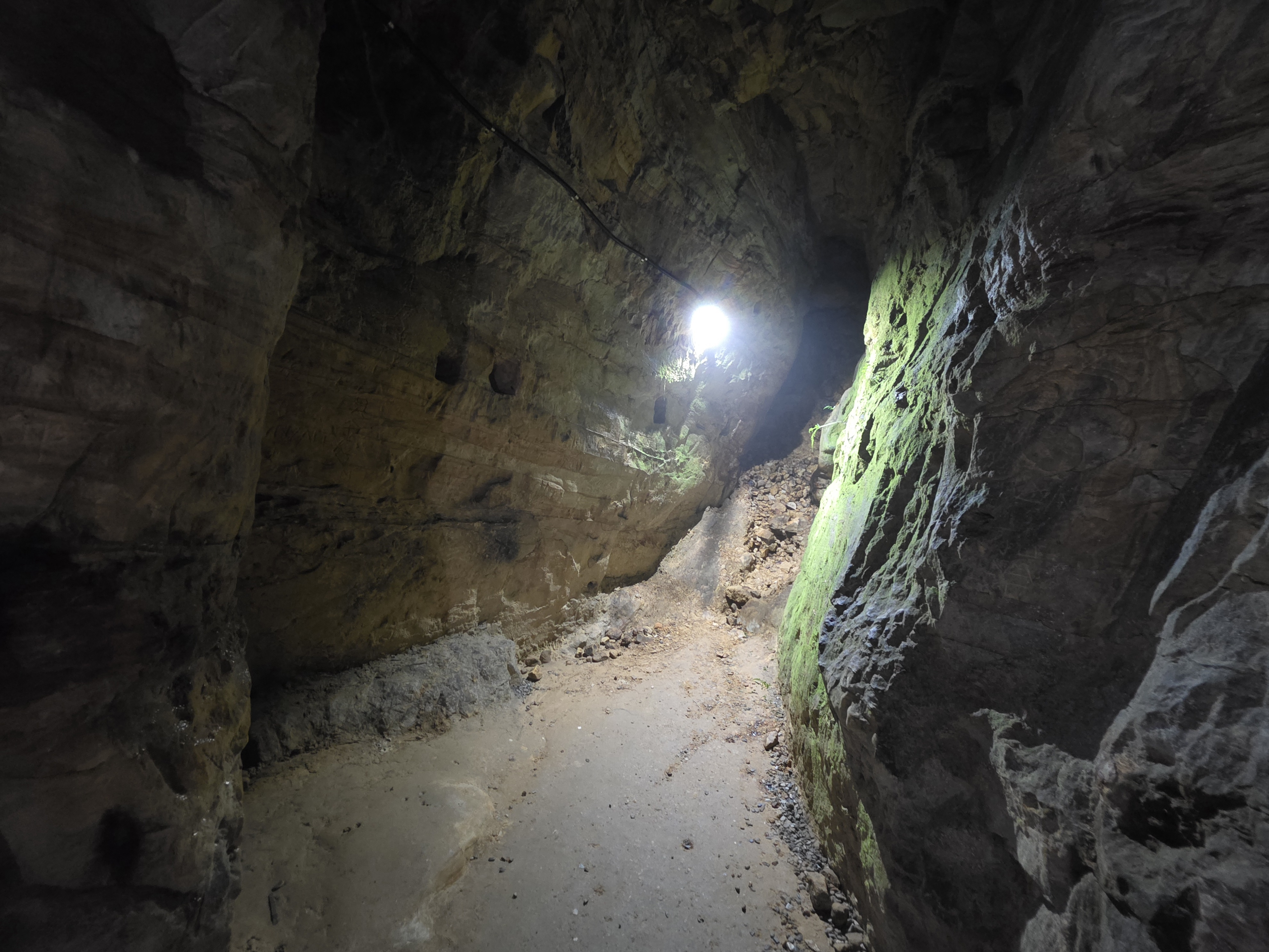
至深處

## 外部連結
- 佛手洞—基隆旅遊網
- 佛手洞—基隆市中山區公所